# Алберт Драх
Алберт Драх (на немски: Albert Drach) е австрийски писател от еврейски произход, автор на романи, разкази, есета и стихотворения.

## Биография
Алберт Драх е роден във Виена през 1902 г. в еврейско семейство. Дядо му по бащина линия е едър земевладелец от Буковина. Баща му е гимназиален учител, а по късно – банков чиновник.
Родителите на Алберт решават да го възпитат по еврейски обичай. От 1913 до 1921 г. момчето учи във виенската Академична гимназия.
През 1917 г. излизат първи негови стихотворения във Wiener Journal, а бащата финансира издаването на стихосбирката му „Деца на сънищата“ („Kinder der Träume“) (1919).
Алберт се сприятелява с писателя Антон Вилдганс, който го подкрепя в литературните му амбиции. Драх полага матура и започва да следва юриспруденция, а през 1926 г. завършва с докторска теза.
Когато през 1935 г. бащата умира, налага му се да се издържа от собствена адвокатска дейност.
След Аншлуса през 1938 г. и в Австрия започва да се прилага нацисткия закон за забрана на упражняването на адвокатска практика от евреи. Отначало Драх не желае да емигрира, но през есента на същата година е принуден да напусне Австрия по посока на Югославия, а оттам заминава за Париж и после се установява в Ница.
След избухването на Втората световна война Драх, като всички възрастни немски мъже, е интерниран в лагер. Скоро е освободен и се завръща в Ница.
През май 1940 г. отново е интерниран в лагера в Екс ан Прованс. Тук се среща с Валтер Хазенклевер. По-късно този лагер е обрисуван в творба на Лион Фойхтвангер, а Драх описва преживяванията си в романа „Несантиментално пътешествие“ („Unsentimentale Reise“) (1966).
Писателят успява да избяга от поредния лагер и до 1942 г. живее без френски паспорт в Ница. Остава там до септември 1943 г., когато немските войски завземат града. Укрива се в съседно градче и живее там до идването на американската армия.
След края на войната Драх се завръща във Виена и започва работа като адвокат. Когато предлага за публикуване книгата си „Малки протоколи“ („Kleinen Protokolle“), издателството „Ланген Мюлер“ решава да издаде събраните му съчинения в осем тома, които излизат от 1964 до 1971 г. и се превръщат в голям литературен и издателски успех.
Алберт Драх умира на 27 март 1995 г. в Мьодлинг на 92-годишна възраст.
Пълното издание на творчеството му в десет тома излиза посмъртно от 2002 до 2009 г.

### Първи издания
- Kinder der Träume, 1919
- Gesammelte Werke:
  - Bd. 1. Das große Protokoll gegen Zwetschkenbaum, 1964
  - Bd. 2. Das Spiel vom Meister Siebentot und weitere Verkleidungen, 1965
  - Bd. 3. Die kleinen Protokolle und das Goggelbuch, 1965
  - Bd. 4. Das Aneinandervorbeispiel und die inneren Verkleidungen, 1966
  - Bd. 5. Unsentimentale Reise. Ein Bericht, 1966
  - Bd. 6. Z.Z. das ist die Zwischenzeit, 1968
  - Bd. 7. Gottes Tod ein Unfall, 1972
  - Bd. 8. Untersuchung an Mädeln, 1971
- In Sachen de Sade, 1974
- Ia und Nein, 1992
- Das Beileid. Nach Teilen eines Tagebuchs, 1993
- Ironie vom Glück. Kleine Protokolle und Erzählungen, 1994
- O Catilina, 1995

### Пълно издание на творчеството
Albert Drach. Werke in zehn Bänden:
- Bd. 1: Untersuchung an Mädeln. Kriminalprotokoll, 2002
- Bd. 2: Z.Z. das ist die Zwischenzeit. Ein Protokoll, 2003
- Bd. 3: Unsentimentale Reise. Ein Bericht, 2005
- Bd. 4: Das Beileid. Nach Teilen eines Tagebuchs, 2006
- Bd. 5: Das große Protokoll gegen Zwetschkenbaum, 2008
- Bd. 7/I: Das Goggelbuch, 2011
- Bd. 7/II: Amtshandlung gegen einen Unsterblichen. Die kleinen Protokolle, 2013
- Bd. 7/III: Die Erzählungen, 2014
- Bd. 9: O Catilina/Kudrun, 2018
- Bd. 10: Gedichte, 2009

## Награди и отличия
- 1972: „Литературна награда на Виена“
- 1975: Kulturpreis des Landes Niederösterreich
- 1988: „Награда Георг Бюхнер“
- 1989: „Награда Манес Шпербер“
- 1990: Österreichisches Ehrenzeichen für Wissenschaft und Kunst
- 1993: „Награда Франц Грилпарцер“